# 신분증
신분증(身分證, 영어: identity document, ID 또는 identity card)은 개인 신상 또는 신원 정보를 증명하는 문서이다. 대한민국 신분증은 주민등록증, 운전면허증, 여권, 국가보훈등록증, 장애인등록증, 청소년증, 외국인등록증, 학생증(다만, 재학시기에만 인정함) 등이 있다. 모든 신분증에 규정 사진을 담아서 발행한다.
여러 국가 중에서 공식 신분증을 국가 신분증으로 발급하기도 하지만 공식 신분증이 없는 나라도 있다. 대한민국처럼 태어나면 주소를 등록하고, 주민등록번호를 받지 않는 나라들이 있다. 유럽지역 국가와 북미 캐나다와 미국, 일본에는 공식 신분증과 주민등록번호가 없다. 주민등록번호 같은 개인식별번호를 신청하라고 일본과 미국 정부가 국민에게 홍보하지만 개인의 자발적인 신청이므로 강제하지 못한다. 영국 상황은 대한민국과 완전히 반대이며, 주민 등록없이 살다가 운전면허가 필요하거나 여권을 만들 때 대한민국의 이장이나 통장, 파출소장에 해당하는 이가 신분증명서를 써주고 개인이 지닌 출생증명서, 규격사진을 제출하면 된다. 놀랍게도 영국의 출생증명서는 국가 정부가 별도로 관리하지 못한다. 영국 국민은 대한민국의 주민등록처럼 자신의 주소를 관공소에 신고할 의무가 없으므로 정부는 국민 개인이 어디에 사는지 정확히 모른다.
공식 신분증이 없는 국가는 면허번호와 주소, 생년월일 등을 담은 운전 면허증을 사실상 신분증으로 인정한다. 미국과 일본 등이 그렇다. 일부 나라는 운전면허증의 허점과 여러문제로 인정하지 않기도 한다. 전세계 모든 나라는 국제적 신분증인 여권을 공식 신분증으로 인정한다. 러시아는 운전 면허증보다 러시아 국내 여러 주를 다니도록 허가한 국내 여권이 공식신분증이며, 국외 여권과 별도로 발행한다.
일부 국가는 모든 사람이 항상 공식 신분 증명서를 소지하도록 법률로 정한다. 여러 국가에서 외국인이 해당 국가에서 거주하려면 언제든지 모국 여권 또는 해당 국가가 발행한 외국인 신분증을 소지해야 한다. 대한민국과 중국 등이 그러하다.
일부 국가는 신분증 정보를 전산하여 관리한다. 다양한 인적조건과 국민의 성량 분석, 자원배분 등에 활용한다. 국민 정보 전산화는 신분증 소지자의 이름, 나이, 생년월일, 주소, 식별 번호, 카드 번호, 성별, 시민권 등 신분증에 있는 개인 정보를 기반으로 한다.
대한민국 주민등록번호 같은 고유한 국민 식별 번호가 가장 확실한 인증 방법이지만 일부 국가는 역사적 배경이나 법률적 이유로 이러한 번호가 없거나 있어도 신분증에 표시하지 않는다.

## 나라별 신분증

신분증을 의무화한 국가
신분증을 의무화하지 않은 국가

### 대한민국

#### 14세기 신분증부터 현재 신분증
대한민국 신분증 역사는 고려시대인 14세기까지 올라간다. 호패가 신분증이었으며 남성은 16살이 되면 항시 착용하고 다녔다. 고려 말에 제도를 도입했지만 조선에 와서 안정적인 제도로 운영했다. 역사적으로 한국인은 약 700년 동안 신분증과 지냈다.
현재 대한민국 국민이 널리 쓰는 신분증은 행정안전부에서 발행하는 주민등록증, 경찰청에서 발행하는 자동차운전면허증, 외무부에서 발행하는 여권, 행정안전부에서 발행하는 청소년증이다. 그 외에도 정부기관에서 발행한 공무원증, 공인자격증 등이 있다.

## 갤러리

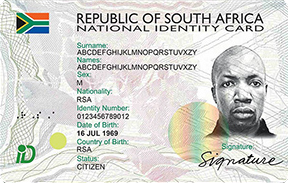
The front of the South African Smart ID
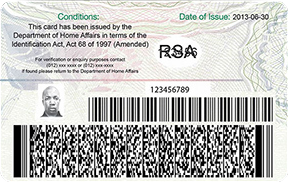
The reverse of the South African Smart ID
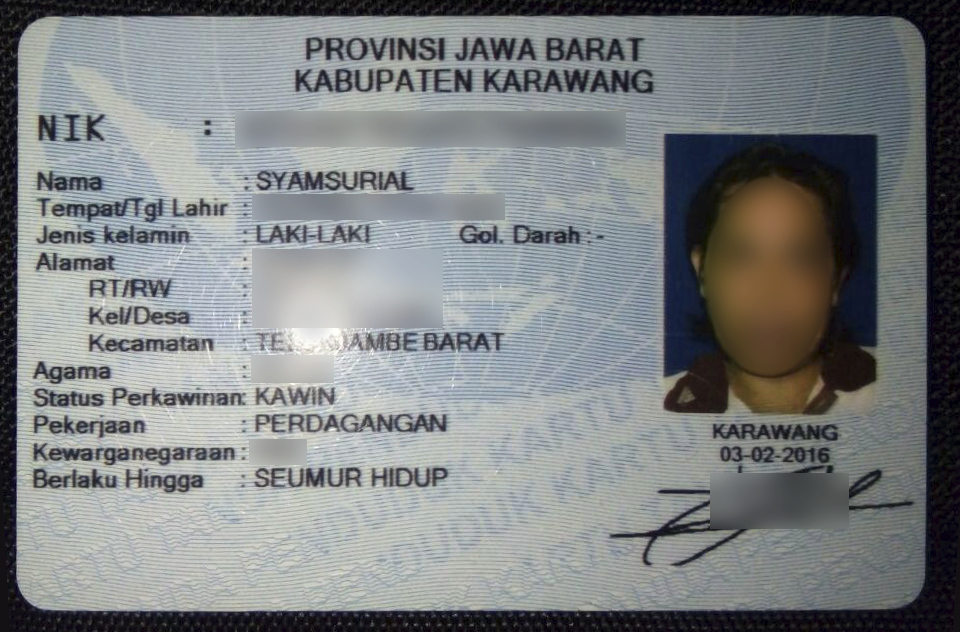
Indonesian national identity card
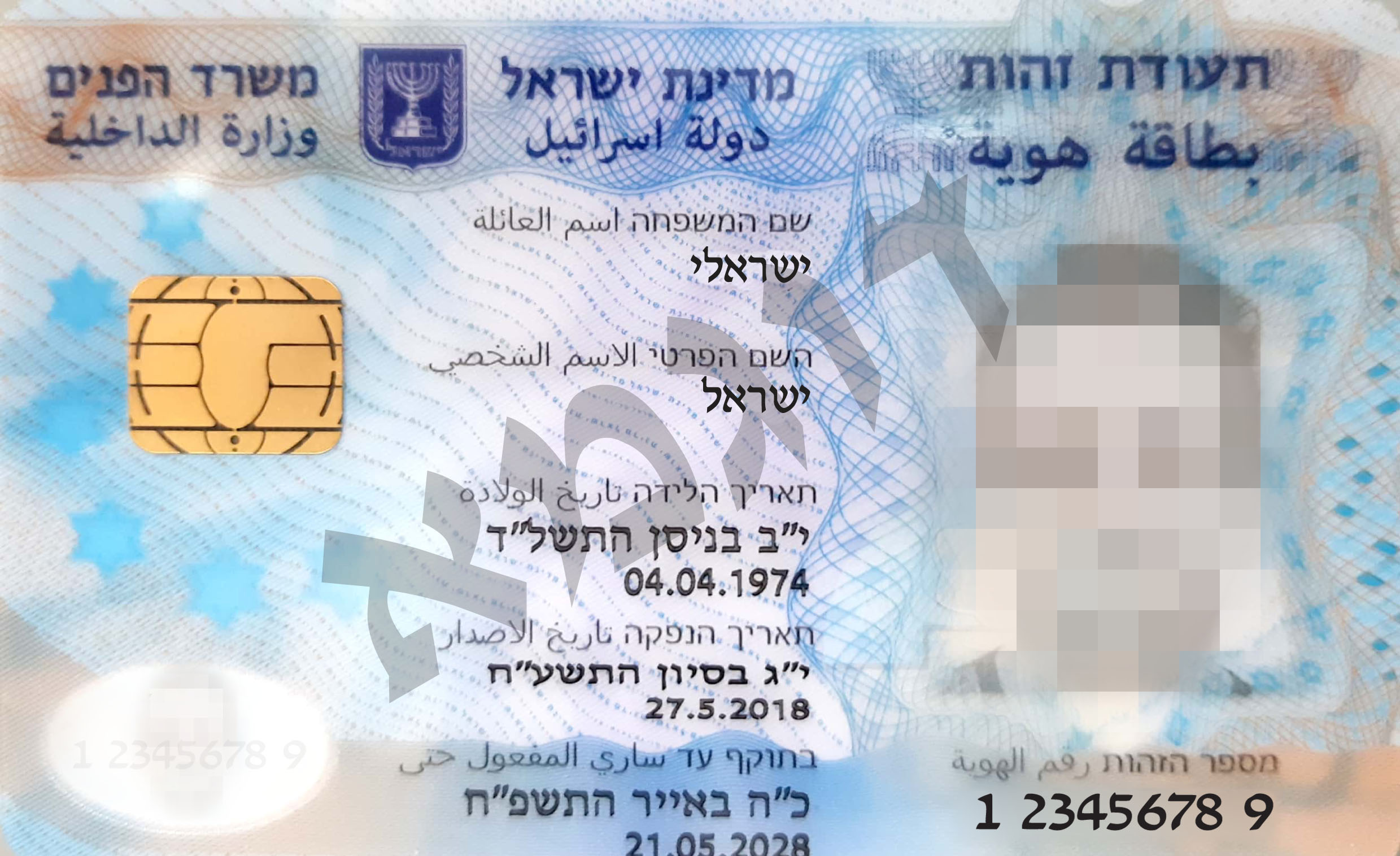
Israeli biometric national identity card
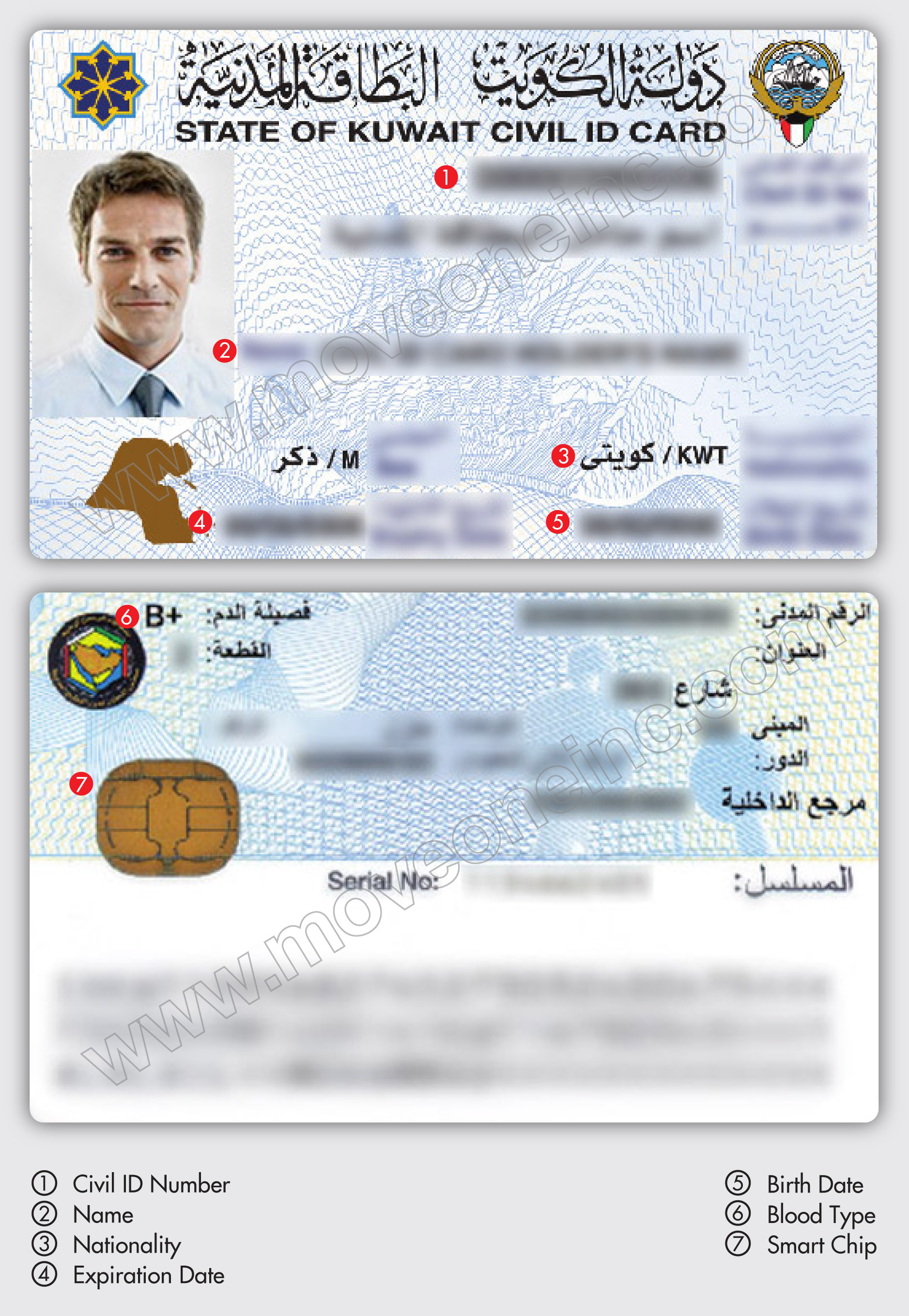
Front and reverse of the Kuwaiti national identity card
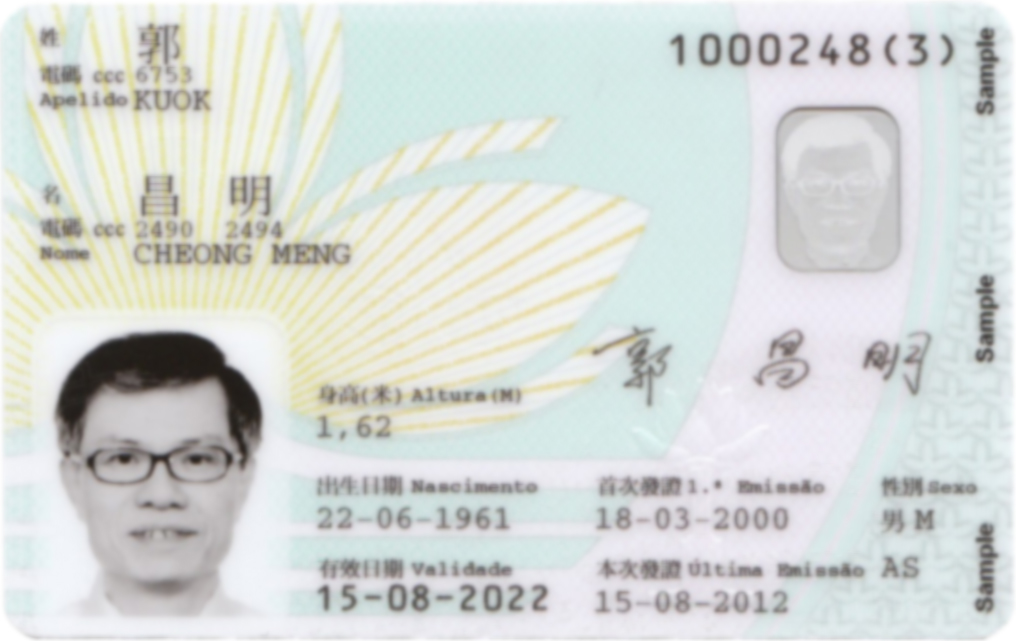
Front of the Macau identity card
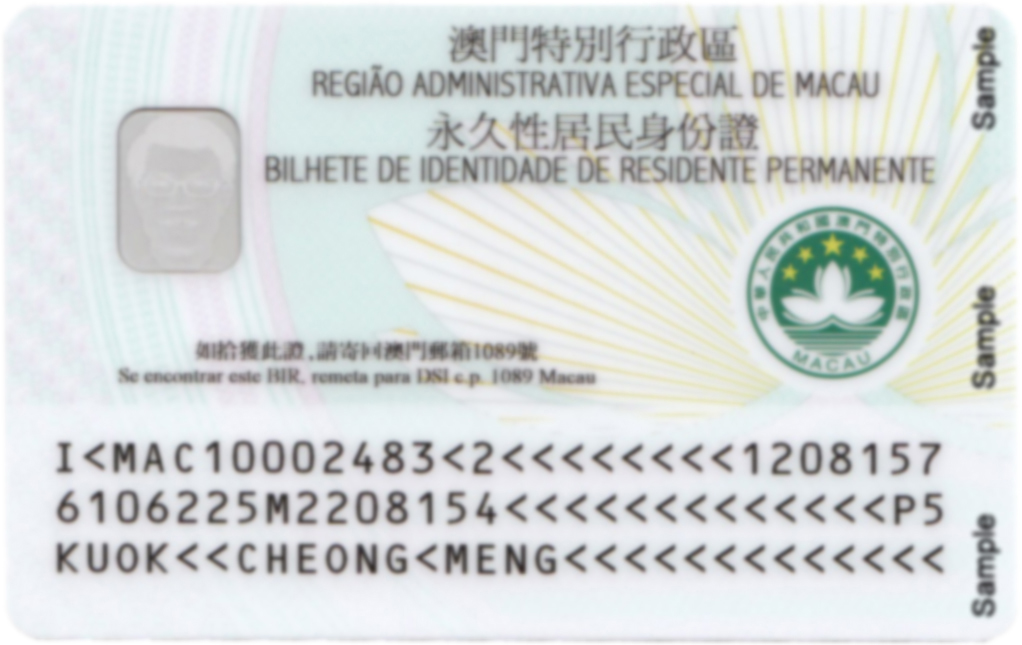
Reverse of the Macau identity card
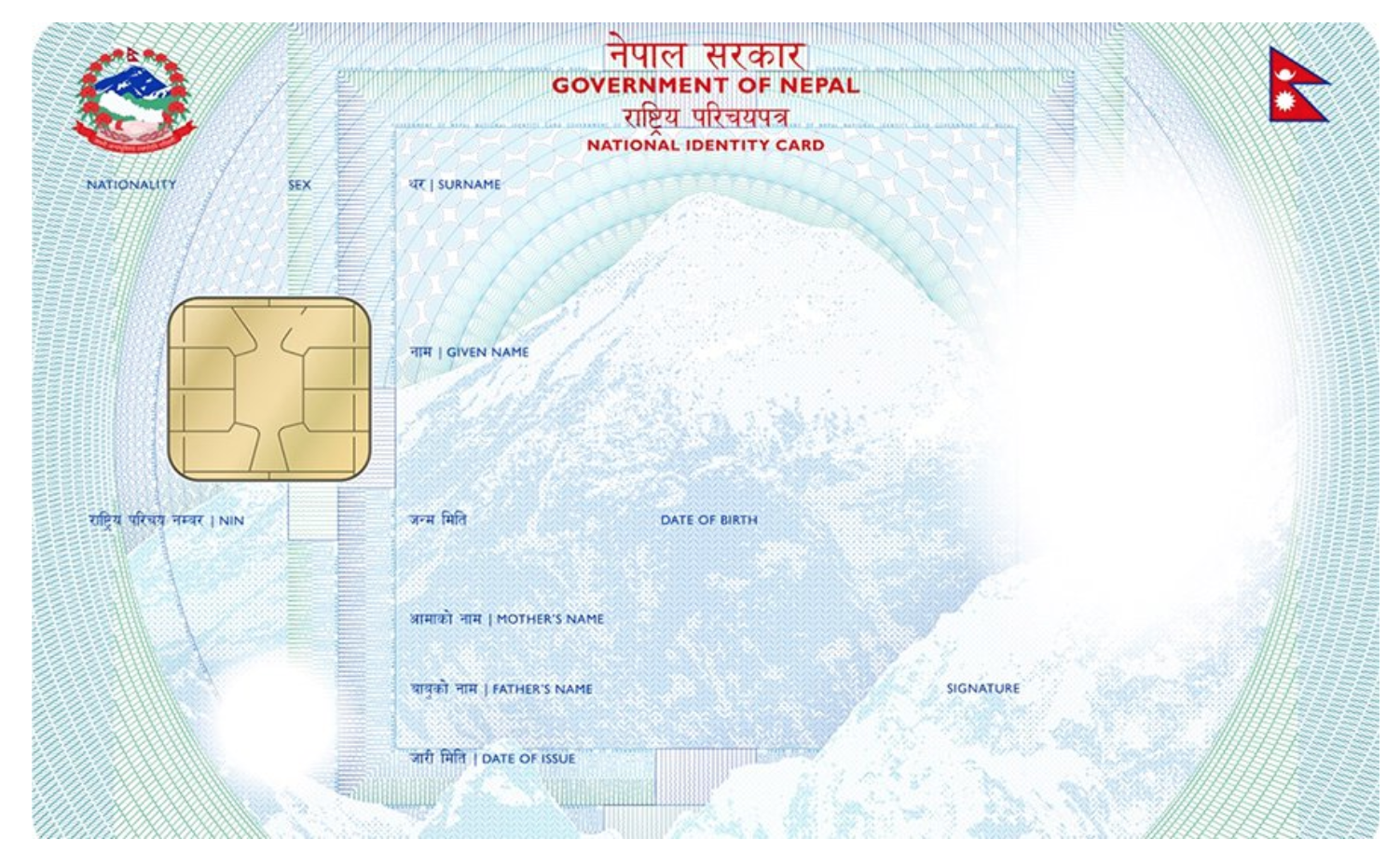
Biometric Nepalese identity card
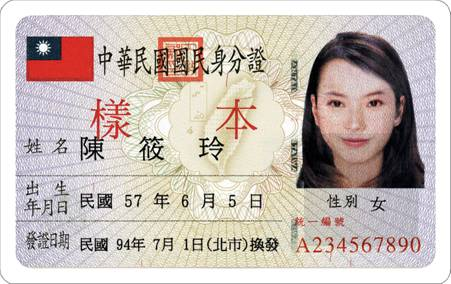
ID card issued in Taiwan
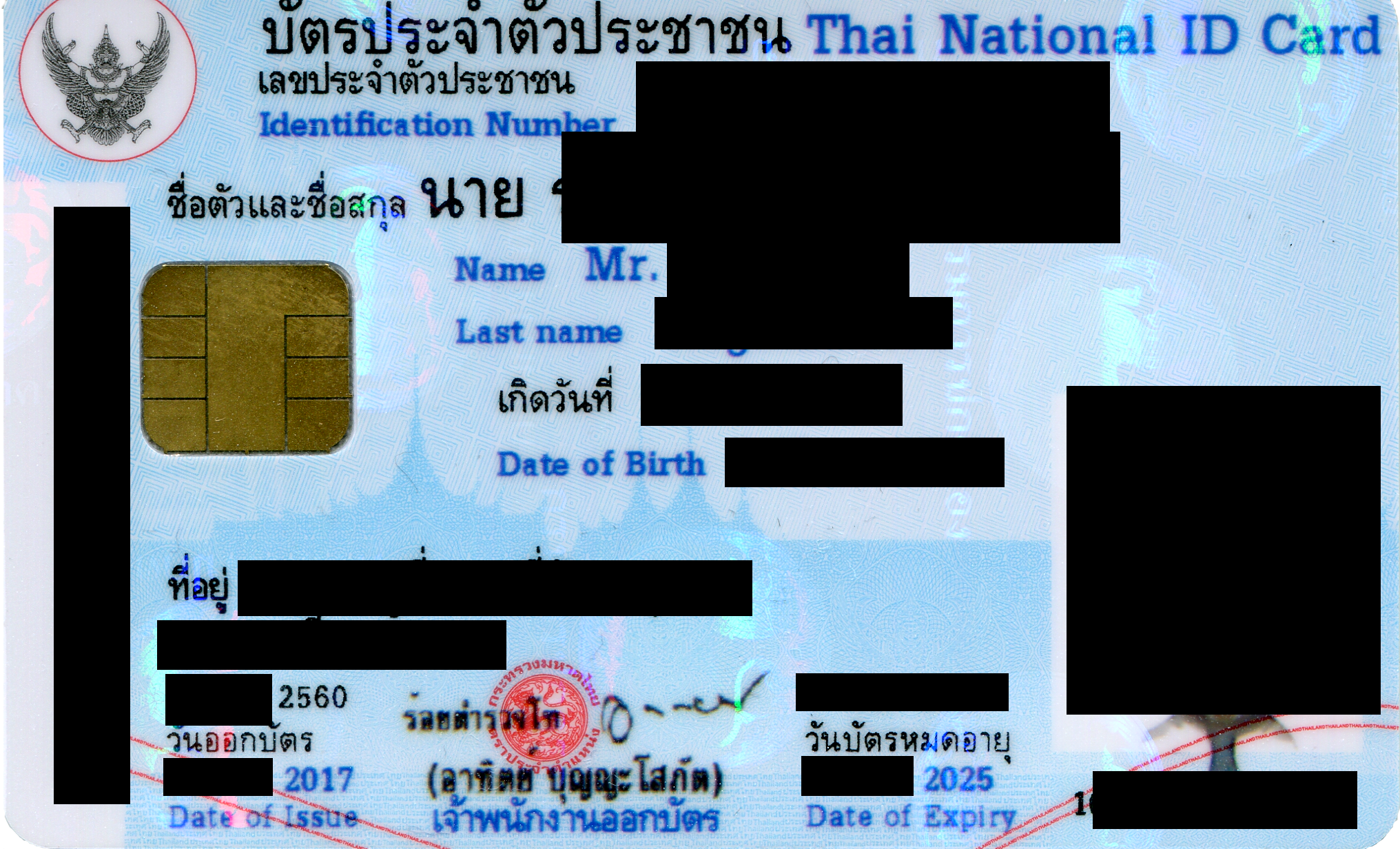
Thai national identity card
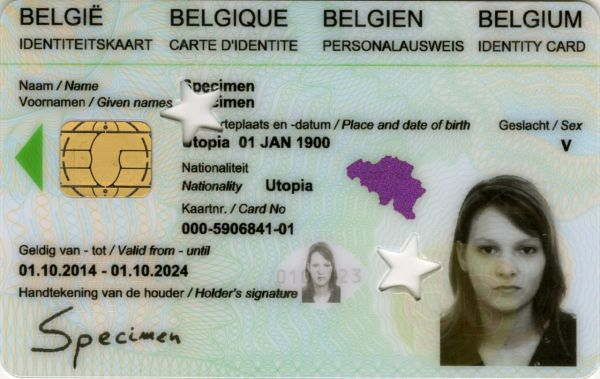
Belgian national identity card
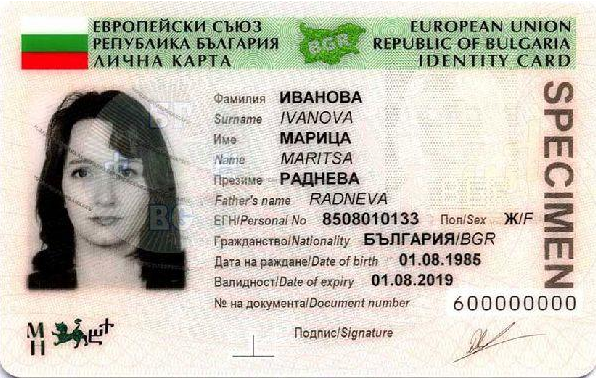
Bulgarian ID card
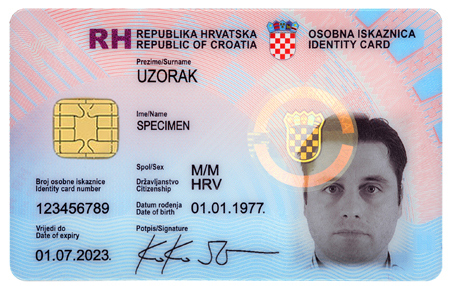
Croatian ID card specimen
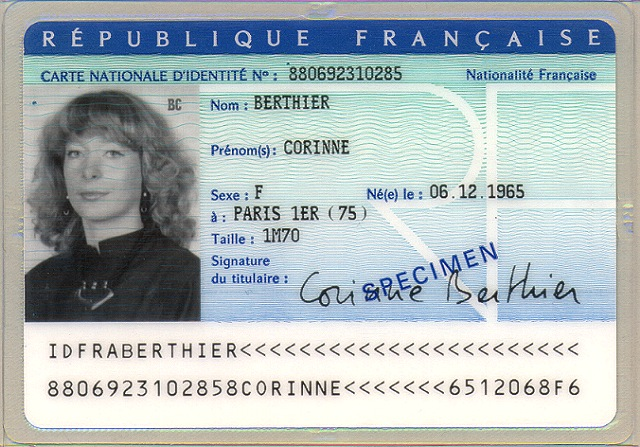
French identity card specimen 1988–1994, similar to the modern identity card (1994–).
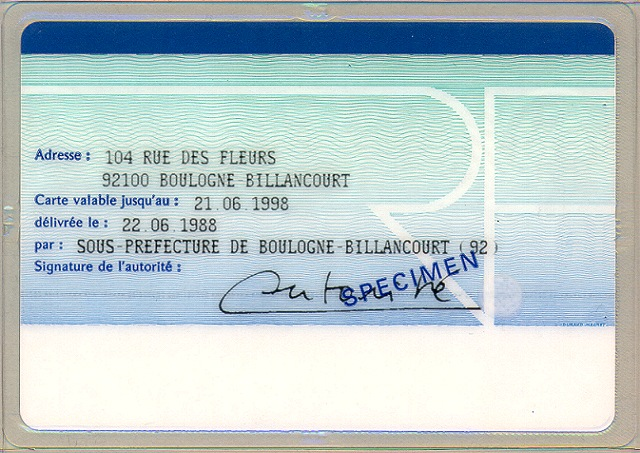
Back of the French identity card specimen 1988–1994, similar to the modern identity card (1994–).
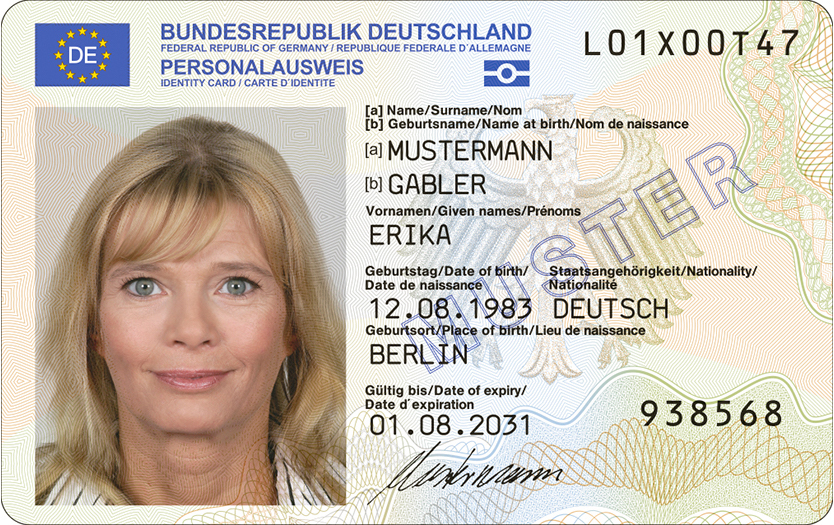
Specimen of a German identity card issued since 2019.
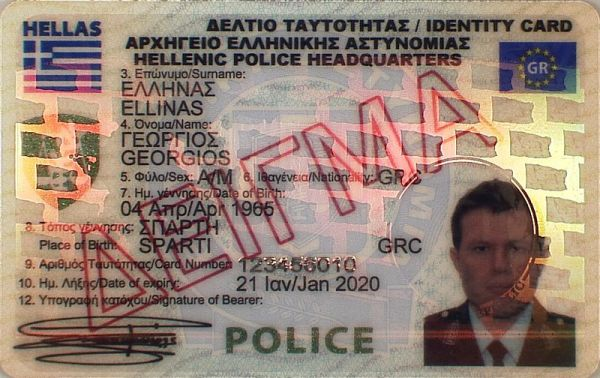
Greek ID card (front)
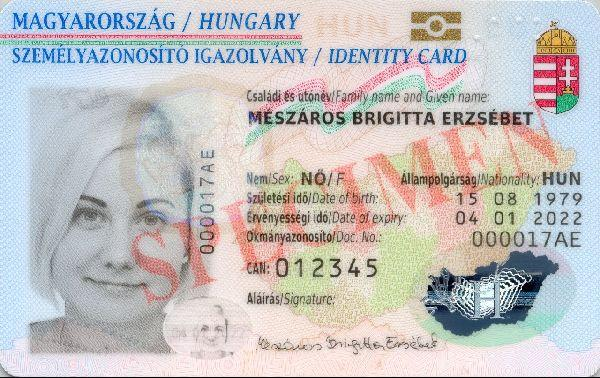
Front of a Hungarian national ID card
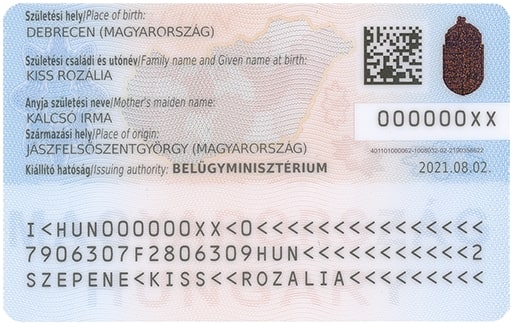
Back of a Hungarian national ID card
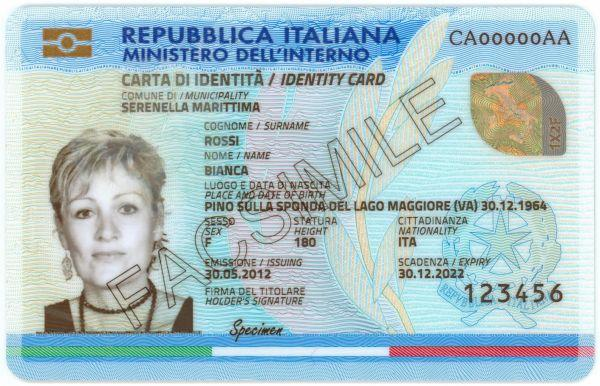
Italian eID card since 2016 (front)
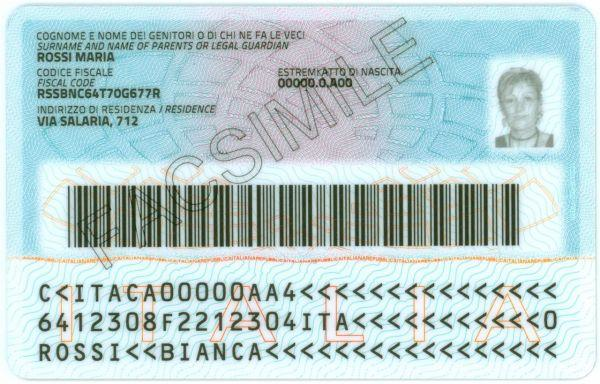
Italian eID card since 2016 (back)
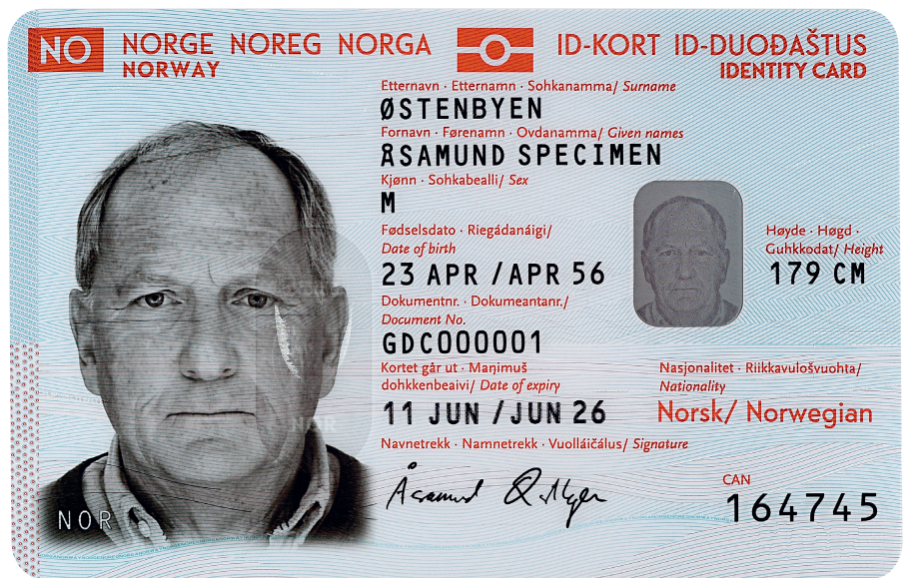
Front of a Norwegian national ID card
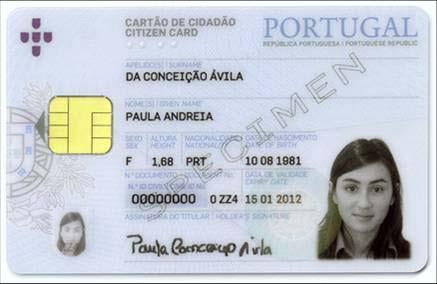
Front of a Portuguese national ID card
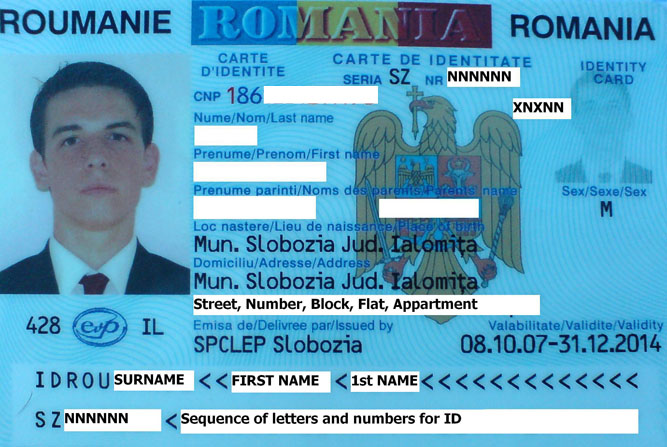
Specimen of a Romanian identity card issued since 2009.
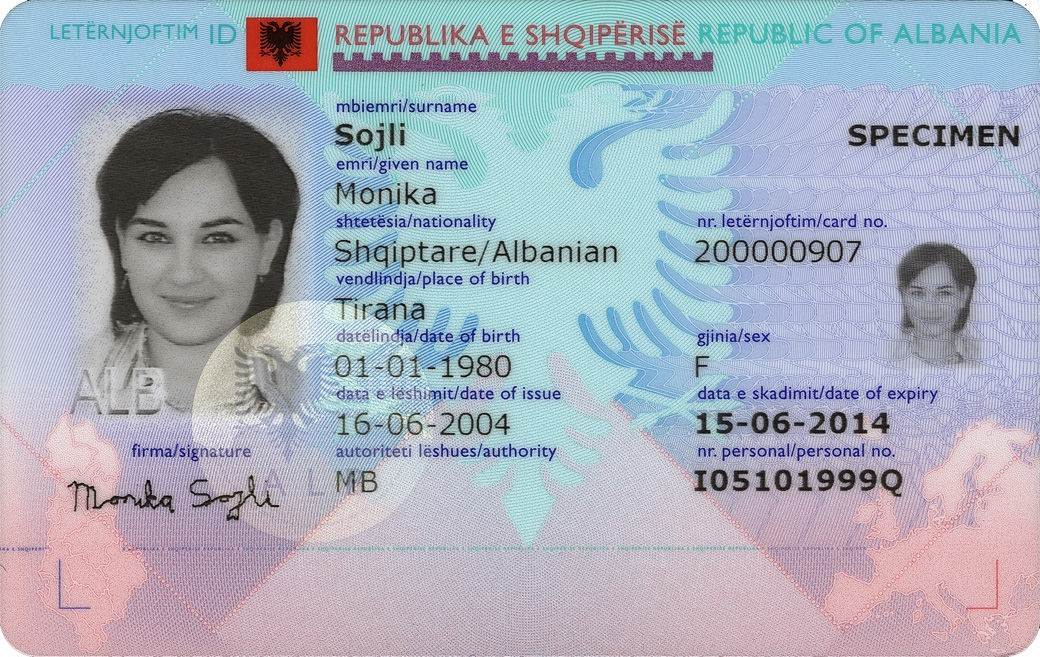
Albanian electronic ID Card 2009
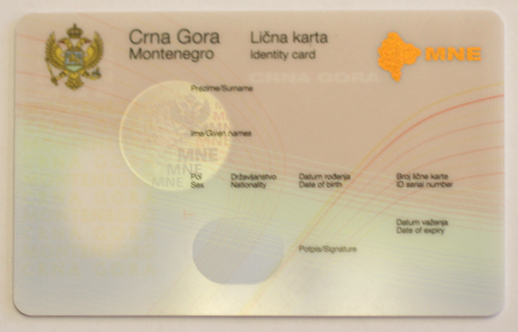
Montenegrin national ID card
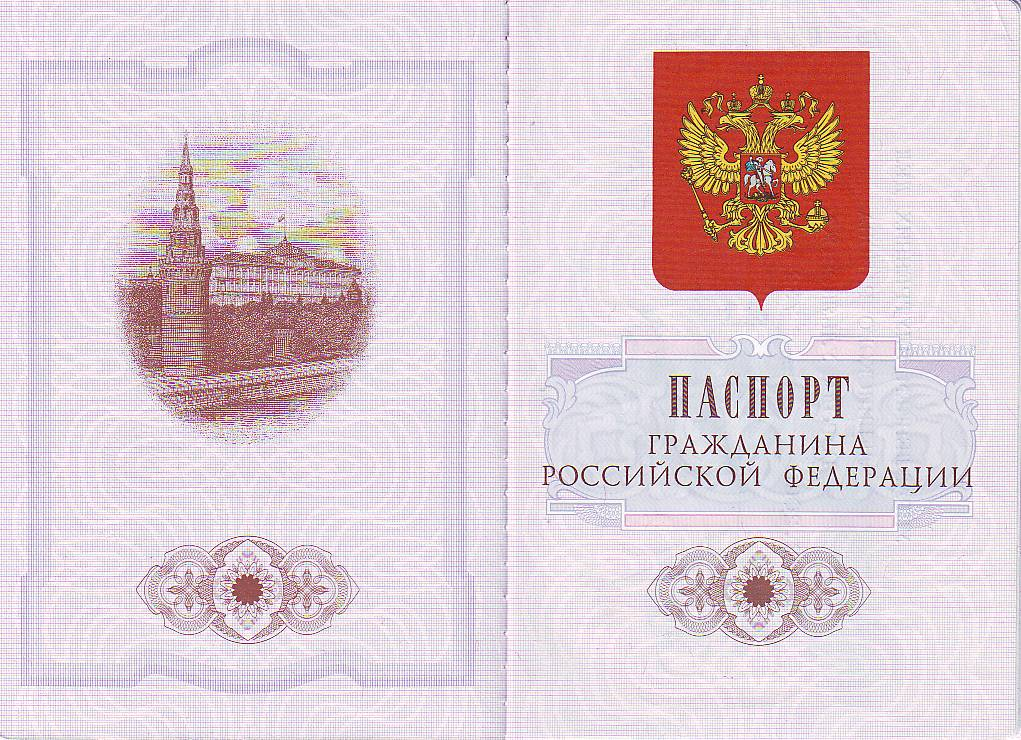
Russian Domestic Passport: front
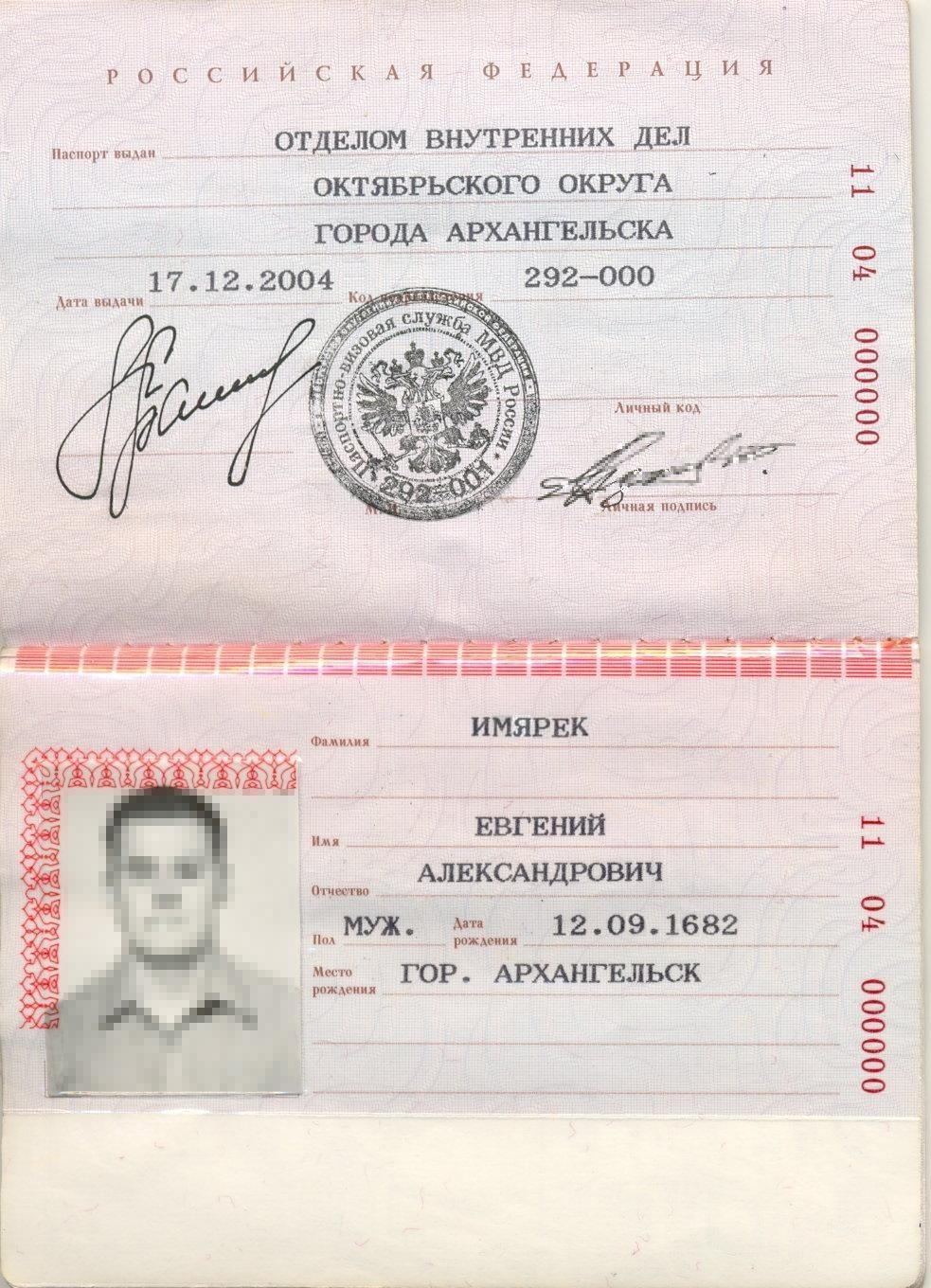
Russian Domestic Passport: Photo, Dates and Signature page
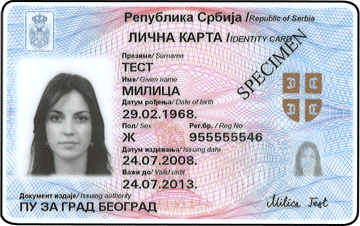
Serbian national ID card
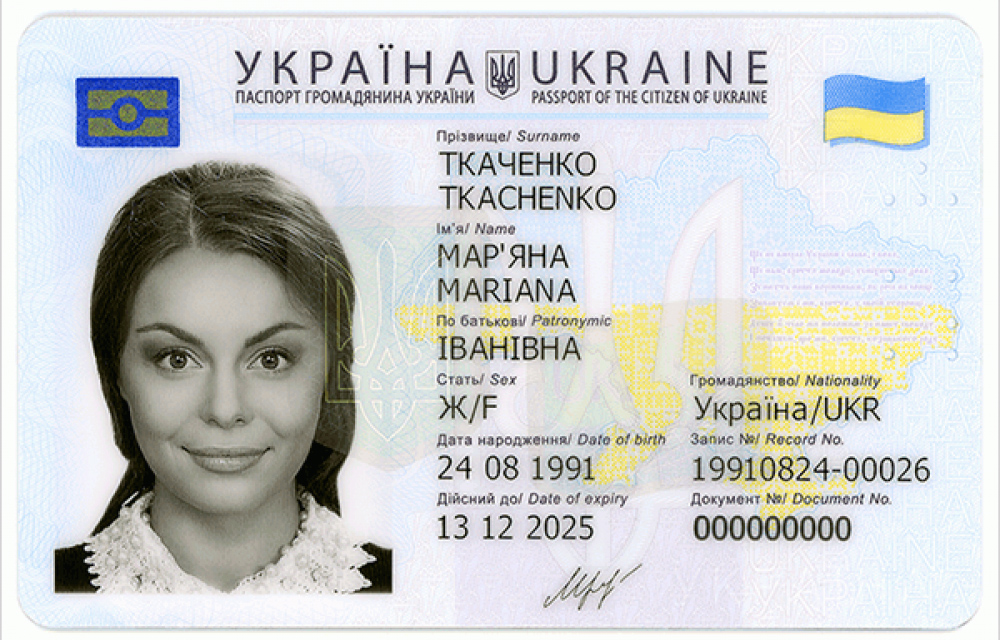
Ukrainian identity card
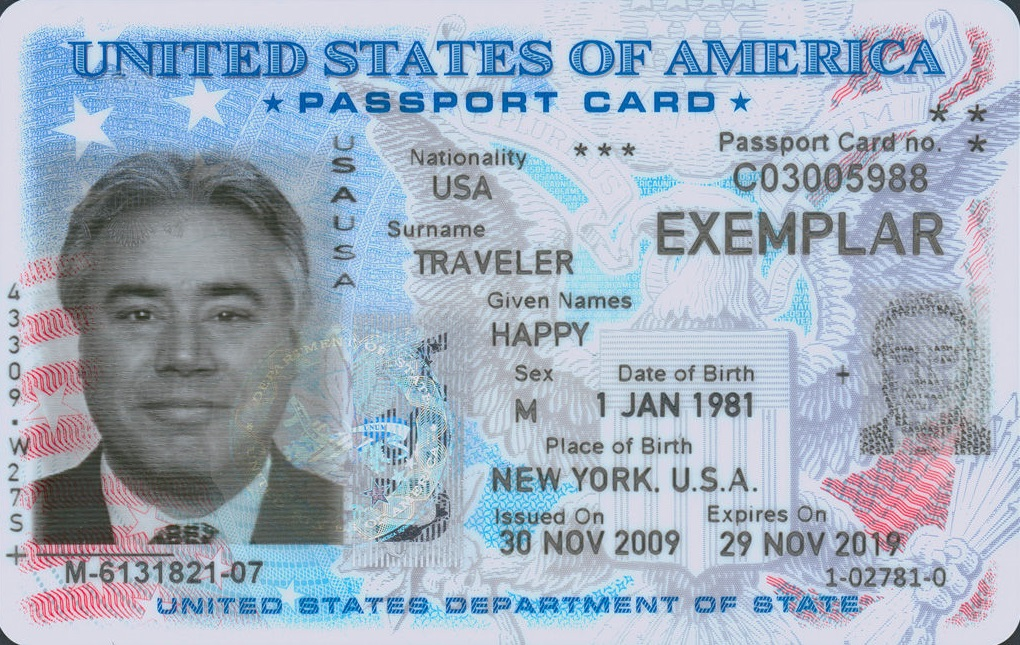
United States of America passport card (front)
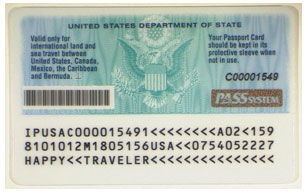
United States of America passport card (back)
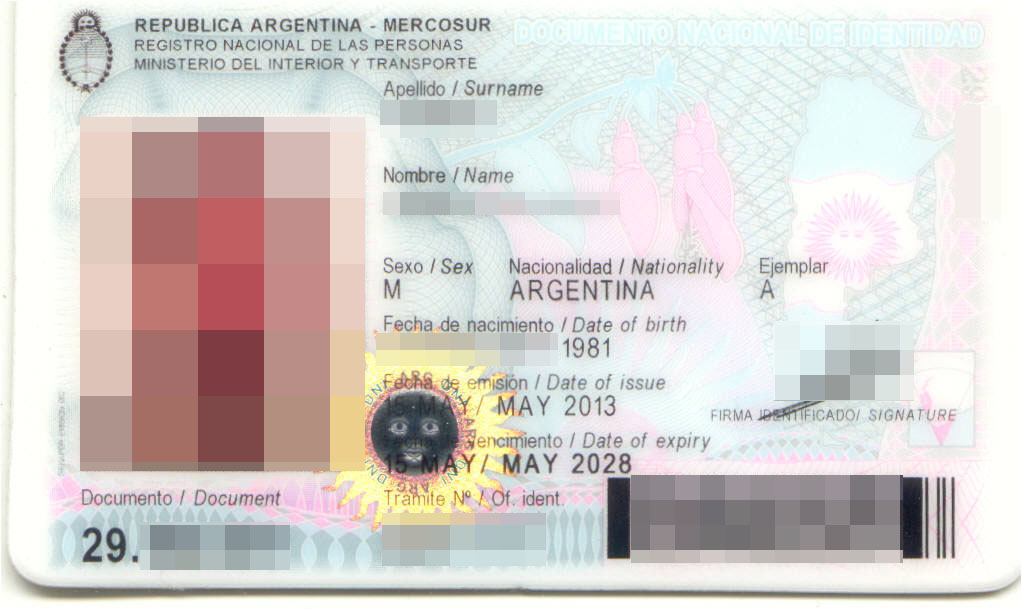
Current front side of Argentine DNI Card
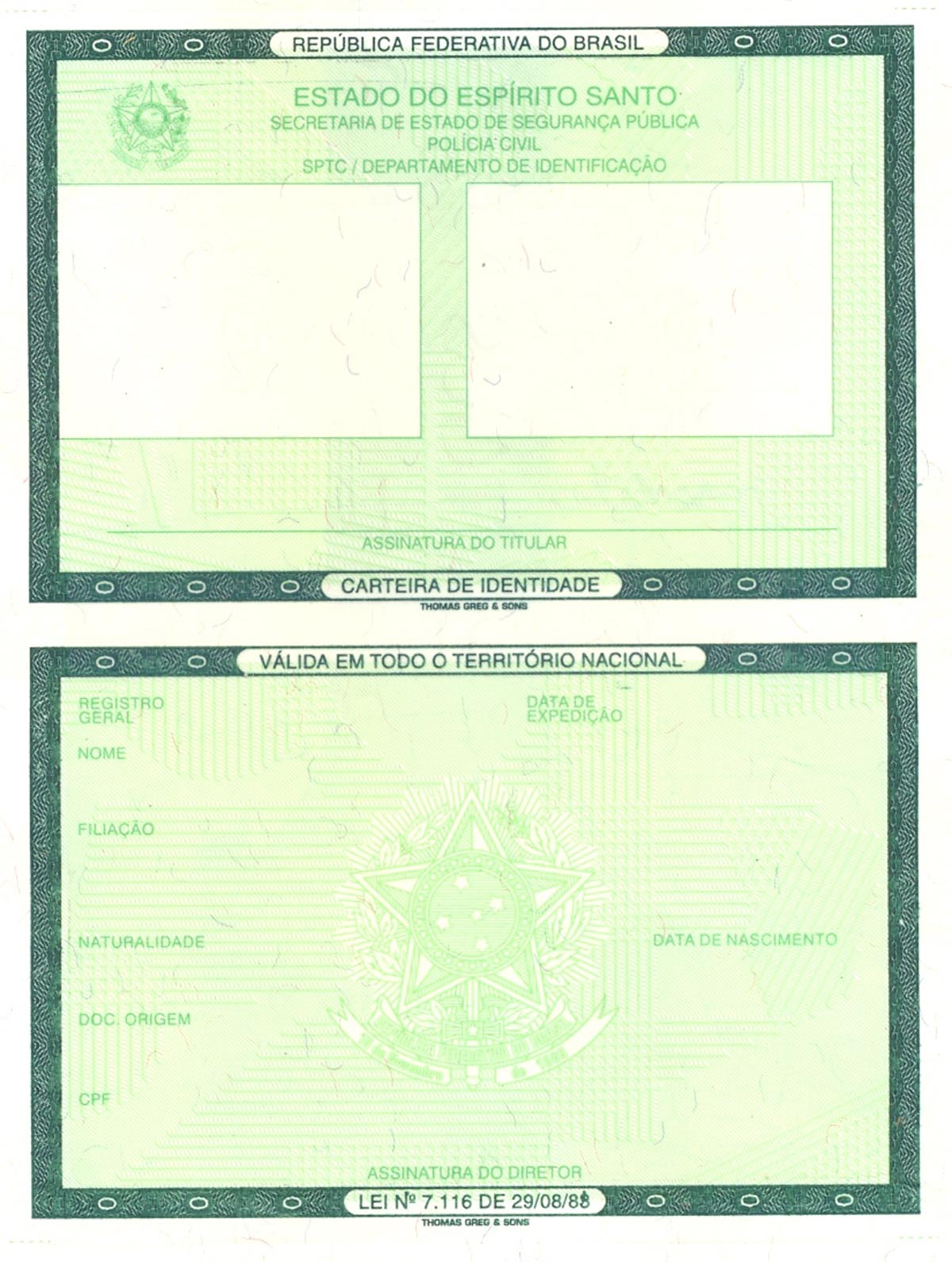
Model of the Brazilian identity card, currently in force.
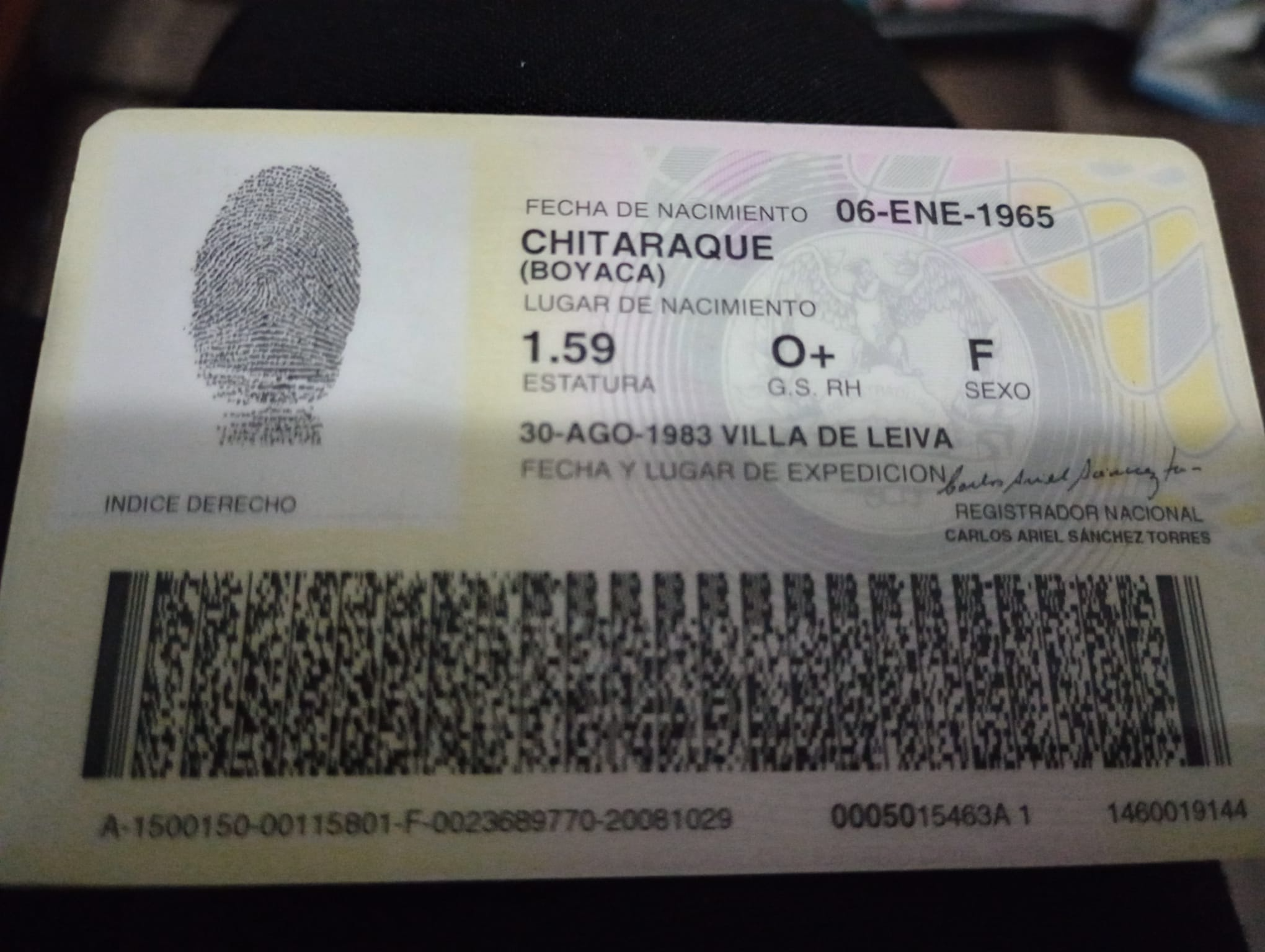
Colombian Cedula de Ciudadania
Colombian Cedula de Ciudadania
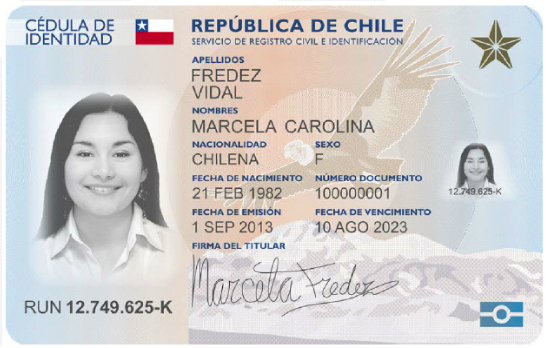
Chilean Cédula de Identidad
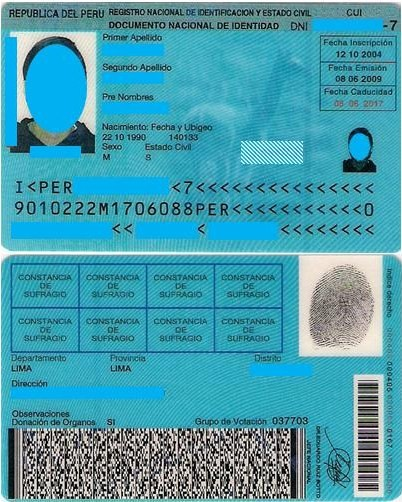
Peruvian Documento Nacional de Identidad. (ISO ID-1)
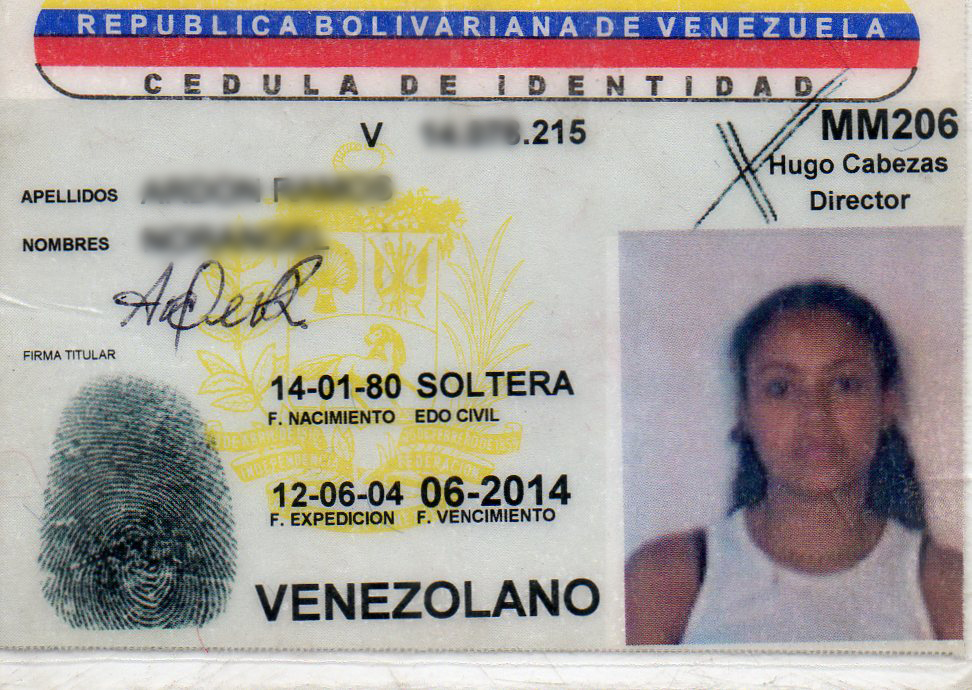
Current ID card issued by the Government of Venezuela.
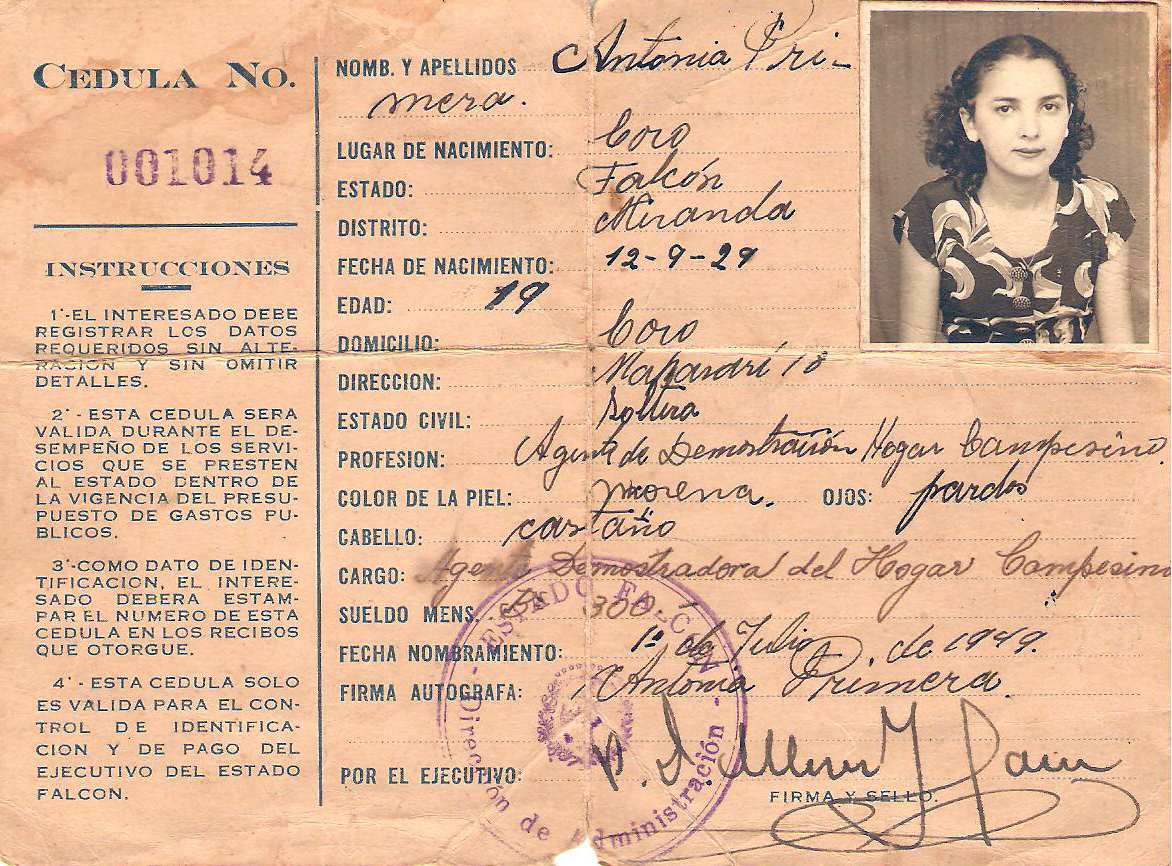
Old Venezuelan Cédula de identidad

## 같이 보기
- 인체측정학
- 학생증
- 물리 보안